# NGC 1827
NGC 1827 (również PGC 16849) – galaktyka spiralna z poprzeczką (SBc), znajdująca się w gwiazdozbiorze Gołębia. Odkrył ją John Herschel 28 listopada 1837 roku.